# Паула П'єxотта
Паула Луїза П'єхотта (нар. 19 вересня 1986 року в Гері) — німецька політик (Партія зелених) та лiкар. З 26 жовтня 2021 року вона є членом німецького Бундестагу.

## Життя
П'єхотта з 2006 року вивчала медицину та молекулярну медицину в Єнському університеті імені Фрідріха Шиллера та отримала ступінь доктора наук у 2015 році. З 2015 по 2020 рік вона проходила навчання на спеціаліста радіології в Гейдельберзі та Лейпцигу. З квітня 2022 року вона два дні на місяць працює спеціалістом з радіології в Медичному центрі Лейпцизької університетської лікарні.
П'єхотта живе в Лейпцигу.

## Політика
Вона була членом «Зеленої молоді» та приєдналася до партії «Cоюз 90/Зелені» у 2010 році.
Вона балотувалася на виборах до ландтагу в Тюрингії в 2014 році та в Саксонії в 2019 і після обох виборів до брала участь у переговорах про створення коаліції.
П'єхотта балотувалася на федеральних виборах 2021 та 2025 років у виборчому окрузі Лейпциг II і увійшла до 20-го та 21-го німецьких Бундестагу з 1-го місця у списку Партії зелених Саксонії.
П'єхотта зосереджується на політиці охорони здоров'я. Вона виступає за збільшення кількості аптек та виступає проти оплати гомеопатії за рахунок державних медичних страховок. Крім того, вона виступає за науково обґрунтовану, соціально справедливу кліматичну політику, за функціонування інфраструктури та за сильний фокус на Східній Німеччині.
Під час свого першого депутатського мандату (2021—2025) П'єхотта була членом Бюджетного комітету, де відповідала за бюджет Федерального міністерства цифрових технологій та транспорту, а також за бюджет Федерального міністерства охорони здоров'я. У комітеті з аудиту П'єхотта була докладником з питань Федерального міністерства оборони. Як заступник члена комітету з питань охорони здоров'я, П'єхотта була докладником з питань медицинських виробів, аптек та лікарських средств. Крім того, вона була заступником члена комітету з питань навчання, досліджень та оцінки наслідків розвитку технологій.
Під час свого другого депутатського мандату (2025-) П'єхотта знову є членом Бюджетного комітету, де вона є доповідачем з питань бюджету Федерального міністерства транспорту, бюджету Федерального міністерства охорони здоров'я та бюджету Федерального міністерства досліджень, технологій та космосу. Вона також є членом в Аудиторському комітеті та також продовжує бути заступником члена Комітету охорони здоров'я та входить до складу Комітету оборони.
На місцевих виборах у Саксонії 9 червня 2024 року П'єхотта була обрана депутатом міської ради Лейпцига. У червні 2025 року П'єхотта оголосила, що з огляду на часті одночасні засідання, вона складе свої повноваження в міській раді Лейпцига, щоб не ставити під загрозу досягнення більшості. Її місце в міській раді займе Анна-Ліза Мобіус.

## Вебпосилання
- Персональний веб-сайт
- Біографія на сайті німецького парламенту
- Сайт abgeordnetenwatch.de